# ديفيد ريو
ديفيد ريو هو سياسي أمريكي، ولد في 1975. نشط حزبياً في الحزب الديمقراطي.